# Ferdinand Chaigneau
Jean-Ferdinand Chaigneau (Bordeaux, 6 marzo 1830 – Barbizon, 23 ottobre 1906) è stato un pittore francese della Scuola di Barbizon.

## Biografia
Nato il 6 marzo 1830 a Bordeaux, studiò nell'ateliers di François-Édouard Picot, Jacques Raymond Brascassat e Jules Coignet, e fu educato all'École nationale supérieure des beaux-arts di Parigi.
Espose per la prima volta nel Salon del 1848, dove presentò un paesaggio intitolato Souvenir des environs de Bordeaux ("Ricordi delle vicinanze di Bordeaux"). Candidatosi vanamente al Prix de Rome per i paesaggi storici nel 1849 (il suo dipinto si classificò 6°), ottenne però il 3º premio per i paesaggi storici all'Académie des beaux-arts nel 1854, il che gli permise di diventare Pensionnaire della città di Parigi.
Chaigneau in seguito abbandonò la pittura storica per passare a soggetti paesaggistici e animali e alla composizione di scene della vita nei campi. Contribuì all'Esposizione universale di Parigi del 1885 esponendo una tela intitolata Marais dans les Landes. Continuò a partecipare regolarmente ai Salon, prima con dei paesaggi dell'Estuario della Gironda e di Landes, sue terre d'origine, poi, a partire dal 1860, con dipinti ispirati a vedute della Foresta di Fontainebleau. Divenne anche, insieme a Théodore Rousseau e Jean-François Millet, uno dei pionieri della Scuola di Barbizon.
Quando in vita, era particolarmente considerato per la sua pittura animale, caratterizzata dal suo talento nel picchiettare i siti che dipingeva con mandrie di pecore, procedimento che costituì una sorta di marchio di fabbrica. Fu anche un illustratore di stampe apprezzato, autore di un album di dodici acqueforti originali intitolato Voyage autour de Barbizon ("Viaggio attorno a Barbizon"). Nel 1880 pubblicò un Projet de réorganisation des expositions annuelles des beaux-arts ("Progetto di riorganizzazione delle esposizioni annuali di belle arti").
Ferdinand Chaigneau morì a Barbizon il 23 ottobre 1906. Oltre che nei musei francesi, è possibile trovare le sue tele in collezioni pubbliche e private nordamericane e in Brasile.

## Illustrazioni

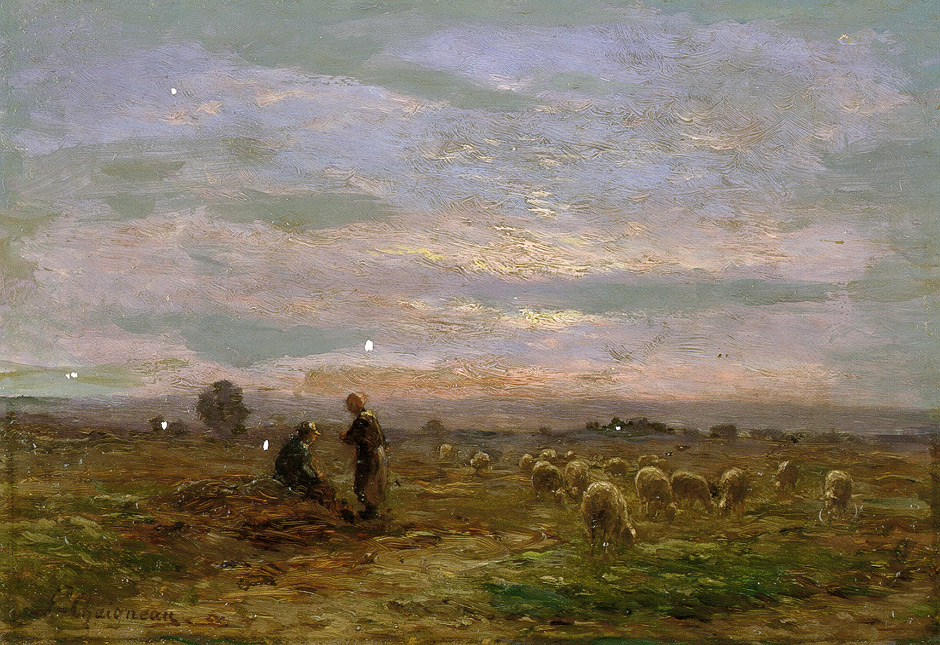
Moutons paissant dans la lumière du soir, HST, 17,5 × 25
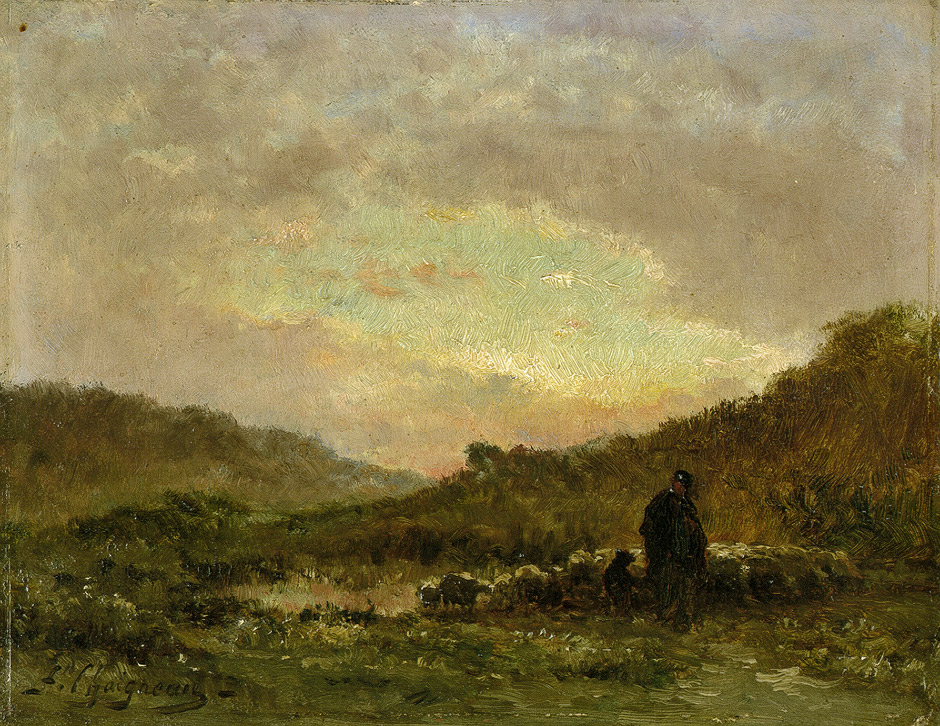
Berger et son troupeau, HST, 18,5 × 24